# Escuela Superior de Agricultura Luiz de Queiroz
La Escuela Superior de Agricultura "Luiz de Queiroz" (en portugués Escola Superior de Agricultura "Luiz de Queiroz" -ESALQ (en inglés: Luiz de Queiroz College of Agriculture) es una unidad de la Universidad de São Paulo que involucra a investigaciones, enseñanza, extensión de servicios en agricultura, ganadería, y ciencias afines. El campo principal de la ESALQ, ubicado en Piracicaba, en el estado de São Paulo, tiene siete pregrados y 18 programas de posgrado. Además, mantiene convenios de intercambio con muchas instituciones del mundo, y recibe estudiantes de demasiadas nacionalidades. 
La ESALQ fue fundada en el 1901, por Luiz de Queiroz, un agrónomo, agricultor y empresario fuertemente innovador. Es una de las más tradicionales escuelas superiores de ciencias agrícolas de Brasil. Es formada por el campo principal ("Campus Luiz de Queiroz"), y las estaciones experimentales de la hacienda Areão (en Portugués: Fazenda Areão), Anhembi, Anhumas e Itatinga.

## Cursos de grado

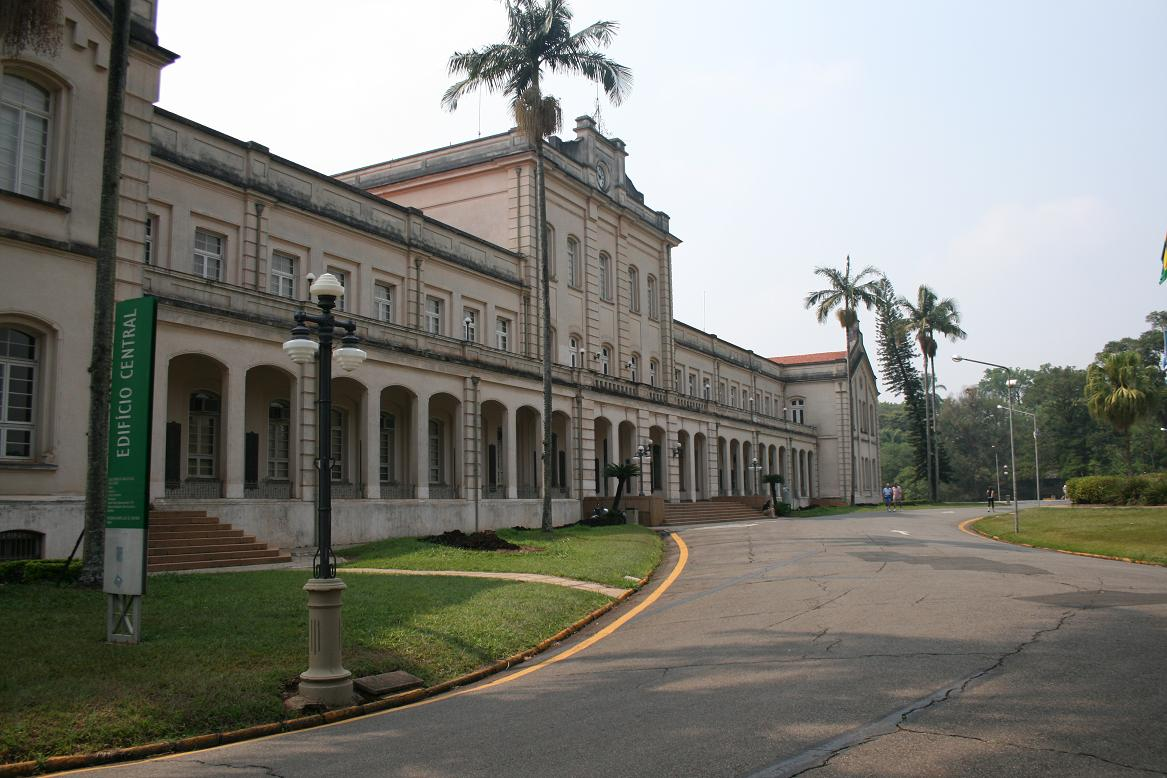
Edificio principal de la ESALQ.

Carreras de grado:
- Ciencias Biológicas
- Ciencia de los Alimentos
- Ciencias Económicas
- Ingeniería Agronómica
- Ingeniería Forestal
- Gestión
- Gestión Ambiental

### Programas de posgrado (maestría y doctorado)[1]
ESALQ ofrece 18 Programas de Posgrado (PPG) en las áreas de:
- Bioenergia (Phd, cooperación entre USP, UNICAMP y UNESP)
- Bioinformática (interunidades)
- Ciencia Animal y Pasturas
- Ciencia y Tecnología de los Alimentos
- Ecología Aplicada (interunidades)
- Economía Aplicada
- Sistemas de Ingeniería Agrícola
- Entomología
- Estadísticas y Experimentación Agrícola
- Fisiología y Bioquímica Vegetal
- Fitopatología
- Fitotecnia
- Genética y Mejoramiento Vegetal
- Gestión
- Internacional Biología celular y molecular vegetal (Phd, ESALQ/USP, Ohio State University, Rutgers University)
- Microbiología Agrícola
- Recursos Forestales
- Suelos y Nutrición Vegetal

## Alumnado notable
- José Graziano da Silva – Director General of the Food and Agriculture Organization (2012-2015)